# Penelope obscura
A Penelope obscura a madarak osztályának tyúkalakúak (Galliformes) rendjébe és a hokkófélék (Cracidae) családjába tartozó faj.

## Rendszerezése
A fajt Coenraad Jacob Temminck holland ornitológus írta le 1815-ben.

## Alfajai
- Penelope obscura bridgesi G. R. Gray, 1860
- Penelope obscura bronzina Hellmayr, 1914
- Penelope obscura obscura Temminck, 1815[2]

## Előfordulása
Dél-Amerika középső részén, Argentína, Bolívia, Brazília, Paraguay és Uruguay területén honos. Természetes élőhelyei szubtrópusi és trópusi síkvidéki és hegyi esőerdők, cserjések, valamint ültetvények. Állandó, nem vonuló faj.

## Megjelenése
Testhossza 68–75 centiméter, testtömege 960–2100 gramm.
|  |

## Életmódja
Gyümölcsökkel táplálkozik.

## Természetvédelmi helyzete
Az elterjedési területe rendkívül nagy, egyedszáma ugyan csökken, de még nem éri el a kritikus szintet. A Természetvédelmi Világszövetség Vörös listáján nem fenyegetett fajként szerepel.

## Külső hivatkozások
- Képek az interneten a fajról
- Xeno-canto.org - a faj hangja és elterjedési területe